# بازیل بنت

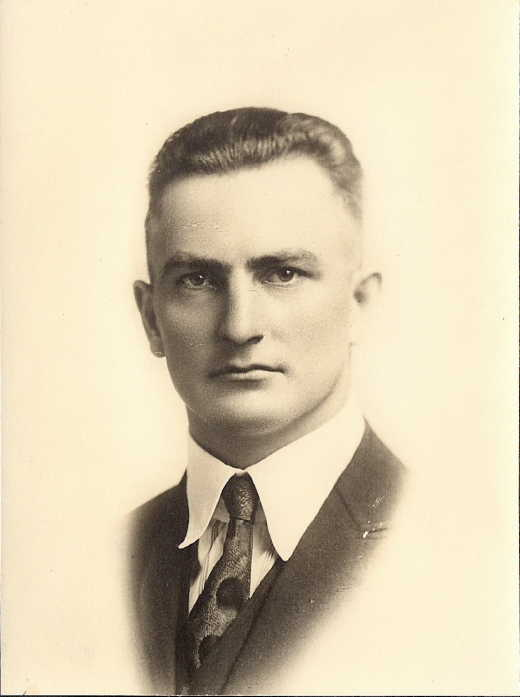
بازیل بنت، ورزشکار دو و میدانی - ۱۹۱۸

بازیل بنت (انگلیسی: Basil Bennett; ۳۰ نوامبر ۱۸۹۴ – ۱۹ اوت ۱۹۳۸) ورزشکار دو و میدانی اهل ایالات متحده آمریکا بود.